# Ivamoto Teruo
Ivamoto Teruo (Jokohama, 1972. május 2. –) japán válogatott labdarúgó.

## Pályafutása

### Válogatottban
A japán válogatottban 9 mérkőzést játszott, melyeken 2 gólt szerzett.

## Statisztika
| Japán válogatott | Japán válogatott | Japán válogatott |
| Időszak          | Mérk.            | gól              |
| ---------------- | ---------------- | ---------------- |
| 1994             | 9                | 2                |
| Összesen         | 9                | 2                |